# Tu che mi accusi
Tu che mi accusi (Common Clay) è un film drammatico diretto da Victor Fleming. Si tratta del primo film della storia del cinema doppiato in italiano . Gli attori che prestarono le loro voci sono Franco Corsaro, Luisa Caselotti, Agostino Borgato e Guido Trento.